# 구성요건
| |
| 형법 刑法 |
| 형법학 · 범죄 · 형벌 죄형법정주의 |
| 범죄론 |
| 구성요건 · 실행행위 · 부작위범 간접정범 · 미수범 · 기수범 · 중지범 불능범 · 상당인과관계 고의 · 고의범 · 착오 과실 · 과실범 공범 · 정범 · 공동정범 공모공동정범 · 교사범 · 방조범 |
| 항변 |
| 위법성조각사유 · 위법성 · 책임 · 책임주의 책임능력 · 심신상실 · 심신미약 · 정당행위 · 정당방위 · 긴급피난 · 오상방위 · 과잉방위 · 강요된 행위                                     |
| 죄수 |
| 상상적 경합 · 연속범 · 병합죄 |
| 형벌론 |
| 사형 · 징역 · 금고 벌금 · 구류 · 과료 · 몰수 법정형 · 처단형 · 선고형 자수 · 작량감경 · 집행유예                                                                                  |
| 대인범죄 |
| 폭행죄 · 상해치사죄 · 절도죄 |
| 성범죄 · 성매매알선 · 강간죄 |
| 유괴 · 과실치사상죄 · 살인죄 |
| 대물범죄 |
| 손괴죄 · 방화죄 |
| 절도죄 · 강도죄 · 사기죄 |
| 사법절차 방해죄 |
| 공무집행방해죄 · 뇌물죄 |
| 위증죄 · 배임죄 |
| 미완의 범죄 |
| 시도 · 모의 · 공모 |
| 형법적 항변 |
| 자동증, 음주 & 착오 |
| 정신 이상 · 한정책임능력 |
| 강박 · 필요 |
| 도발 · 정당방위 |
| 다른 7법 영역 |
| 헌법 · 민법 · 형법 |
| 민사소송법 · 형사소송법 · 행정법 |
| 포털: 법 · 법철학 · 형사정책 |
| v • d • e • h |

구성요건(構成要件, 라틴어: corpus delicti, 독일어: tatbestand, 영어: body of the crime)은 형법에서 범죄로 규정한 행위에 대한 위법성에 대하여 규정한 요건이다. 따라서 형법에서 규정한 범죄에 해당하는 요건을 갖춘 행위여야 범죄가 성립한다.

## 역사
1581년 중세 이탈리아의 파리나치우스는 규문절차에 의해 "증명된 범죄사실"을 라틴어로 "corpus delicti"라고 불렀고, 이를 독일 법학자 클라인이 "tatbestand"라고 번역했다. 이후 독일 법학자 벨링이 기존의 행위, 위법성, 책임의 범죄성립요건을 구성요건, 위법성, 책임으로 재구성하였다. 영미법에서는 여전히 "corpus delict"라고 쓴다.

## 구성요건이 성립하는 기준
- 법률로서 금지되어 있는 행위여야 한다.

가령 형법제250조에서 '사람을 살해한 사람은 사형, 무기징역 또는 5년 이상의 징역에 처한다'고 규정되어 있어 살인을 범죄로서 금지하고 있고 살인한 사람은 사형, 무기징역 또는 5년 이상의 징역의 형벌을 받게 되는 것이다.

## 판례

### 주관적 구성요건요소
- ｢형법｣에서 고의는 행위자의 동기 내지 최종 목적을 의미하는 것은 아니므로 회사의 경영상의 비리를 고발하기 위하여 회사 소유의 하드디스크를 절취한 때에도 절도죄의 고의가 인정된다.[1]
- 사람을 살해할 목적으로 총을 발사한 이상 그것이 행위자가 인식했으나 목적하지 아니한 다른 사람에게 명중되어 사망의 결과가 발생하였더라도 사망한 자에 대한 살인죄의 고의가 인정된다.[2]

- 살해의 의도로 행한 구타 행위에 의하여 피해자가 직접 사망한 것이 아니라 죄적을 인멸할 목적으로 행한 매장행위에 의하여 사망하게 되었다 하더라도 피해자의 살해라는 처음에 예견된 사실이 결국은 실현된 것이라면 살인죄의 고의가 인정된다.[3]
- 국가보안법 제7조 제5항의 죄는 제1, 3, 4항에 규정된 이적행위를 할 목적으로 문서·도화 기타의 표현물을 제작·수입·복사·소지·운반·반포·판매 또는 취득하는 것으로서 이른바 목적범임이 명백하다. 목적범에서의 목적은 범죄 성립을 위한 초과주관적 위법요소로서 고의 외에 별도로 요구되는 것이므로, 행위자가 표현물의 이적성을 인식하고 제5항의 행위를 하였다고 하더라도 이적행위를 할 목적이 인정되지 아니하면 그 구성요건은 충족되지 아니한다. 그리고 형사재판에서 공소가 제기된 범죄의 구성요건을 이루는 사실에 대한 증명책임은 검사에게 있으므로 행위자에게 이적행위를 할 목적이 있었다는 점은 검사가 증명하여야 하며, 행위자가 이적표현물임을 인식하고 제5항의 행위를 하였다는 사실만으로 그에게 이적행위를 할 목적이 있었다고 추정해서는 아니된다. 이 경우 행위자에게 이적행위 목적이 있음을 증명할 직접증거가 없는 때에는 표현물의 이적성의 징표가 되는 여러 사정들에 더하여 피고인의 경력과 지위, 피고인이 이적표현물과 관련하여 제5항의 행위를 하게 된 경위, 피고인의 이적단체 가입 여부 및 이적표현물과 피고인이 소속한 이적단체의 실질적인 목표 및 활동과의 연관성 등 간접사실을 종합적으로 고려하여 판단할 수 있다.[4]
- 전파가능성을 이유로 명예훼손죄의 공연성을 인정하는 경우에는 적어도 범죄구성요건의 주관적 요소로서 미필적 고의가 필요하므로 전파가능성에 대한 인식이 있음은 물론 나아가 그 위험을 용인하는 내심의 의사가 있어야 한다. 그 행위자가 전파가능성을 용인하고 있었는지 여부는 외부에 나타난 행위의 형태와 상황 등 구체적인 사정을 기초로 일반인이라면 그 전파가능성을 어떻게 평가할 것인가를 고려하면서 행위자의 입장에서 그 심리상태를 추인하여야 할 것이다[5]